# Северный (Белгородская область)
Се́верный — посёлок городского типа в Белгородском районе Белгородской области России.
Образует одноимённое муниципальное образование посёлок Северный со статусом городского поселения как единственный населённый пункт в его составе.

## География
Расположен в 0,5 км к северу от Белгорода по обеим сторонам автомагистрали М2 Москва—Симферополь. Расстояние до ближайшей железнодорожной станции Беломестное на линии Москва — Севастополь 5 км к востоку.

## История
В 1947 году рабочие отделения из сел Оскочное, Ерик, Шишино возвели первые жилые и хозяйственные постройки, получившие название «Островок». С 1952 года началось строительство индивидуальных домов (ныне — улицы Школьная и Октябрьская). В 1958 году была открыта начальная школа. В 1956 году поселок становится центром хозяйства «Откормсовхоз», образованного на базе «Заготскота». Специализацией его стало не только производство мяса, но и молока.
В 1968 г. указом президиума ВС РСФСР поселок «Заготскотооткорм» наименован в Северный.
20 декабря 2004 года в соответствии с Законом Белгородской области № 159 на территории посёлка образовано муниципальное образование со статусом городского поселения «Посёлок Северный».

## Население
| 1989    | 2002    | 2009    | 2010    | 2012    | 2013  | 2014  | 2015    | 2016    |
| ------- | ------- | ------- | ------- | ------- | ----- | ----- | ------- | ------- |
| 3678    | ↗7612   | ↗9556   | ↗9847   | ↗9992   | ↘9905 | ↘9754 | ↗10 138 | ↗10 501 |
| 2017    | 2018    | 2019    | 2020    | 2021    |       |       |         |         |
| ↗10 543 | ↗10 871 | ↗11 436 | ↗11 967 | ↗24 070 |       |       |         |         |

## Культура
В посёлке имеется поликлиника, две школы, три детских сада и Дом культуры. Действует православная церковь.

## Достопримечательности
Среди достопримечательностей два мемориала защитников Отечества, ротонда «2000 от Рождества Христова».